# Live at River Plate
A Live at River Plate az AC/DC harmadik koncertalbuma. Az album az ugyanilyen című koncert DVD/CD változata. A lemezt 2009. december 4-én rögzítették a Buenos Aires-i River Plate Stadionban. Az album végül 2012. november 19-én jelent meg.
A felvétel rögzítése még az AC/DC Black Ice World Tour során készült el. A lemezen olyan dalok találhatók, mint a Thunderstruck, You Shook Me All Night Long, Hells Bells, Whole Lotta Rosie, Highway to Hell stb. Az album több országban is arany fokozatot ért el.

## Az album dalai
1. Rock 'n' Roll Train
2. Hell Ain't a Bad Place to Be
3. Back in Black
4. Big Jack
5. Dirty Deeds Done Dirt Cheap
6. Shot Down in Flames
7. Thunderstruck
8. Black Ice
9. The Jack
10. Hells Bells
11. Shoot to Thrill
12. War Machine
13. Dog Eat Dog
14. You Shook Me All Night Long
15. T.N.T.
16. Whole Lotta Rosie
17. Let There Be Rock
18. Highway to Hell
19. For Those About to Rock (We Salute You)
20. Rock'n'Roll Ain't Noise Pollution (müncheni felvétel, különleges kiadás)
21. If You Want Blood You've Got It (müncheni felvétel, különleges kiadás)
22. What's Next to the Moon (müncheni felvétel, különleges kiadás)

## Közreműködtek
- Brian Johnson - ének
- Angus Young - gitár, háttér-éneklés a TNT és Dirty Deeds Done Dirt Cheap dalokon
- Malcolm Young - ritmusgitár, háttér-éneklés
- Cliff Williams - basszusgitár, háttér-éneklés
- Phil Rudd - dobok